# Phare de Puerto Ferro
Le phare de Puerto (en anglais : Puerto Ferro Lighthouse) est un phare inactif situé sur Puerto Ferro (ceb) sur l'île de Vieques, à Porto Rico. Il était géré par l'United States Coast Guard.

## Histoire
La lumière a été allumée pour la première fois en 1896. Il s'agit de l'une des dernières lumières mineures ou locales à avoir été construites par le gouvernement espagnol. La lumière était d’une importance cruciale pour traverser le passage de Vieques. Le phare a été désactivé en 1926 lorsqu'il a été abandonné. La lumière a été déplacée dans une tour métallique à claire-voie à côté du phare, mais elle a été désactivée vers les années 2000.
Au cours de la Seconde Guerre mondiale, l’United States Navy a acheté environ les deux tiers de Vieques comme extension de la Roosevelt Roads Naval Station, dans la partie continentale de Porto Rico, y compris la zone entourant le phare de Puerto Ferro. La marine américaine a continué à utiliser l'île pour des exercices militaires après la guerre. Après une série de manifestations commençant en 1999, l'armée américaine a mis fin à l'utilisation de ses installations sur l'île en 2003. Le phare de Puerto Ferro fait désormais partie du Vieques National Wildlife Refuge (en).
Bien qu'en mauvais état et complètement rendu inaccessible, la structure est un bon exemple du style néo-classique officiel des phares mineurs. Le phare est maintenant ouvert au public. Il est situé sur la côte sud centrale de Vieques, à l'intérieur de l'ancienne base marine de Camp Garcia.
Identifiant : ARLHS : PUR-012 ; USCG :ex- 3-31715 .
|                        |
| Le phare (après 1968). |

|                          |
| Le phare (Puerto Ferro). |

### Lien connexe
- Liste des phares de Porto Rico